# Torneo de Zúrich 1999
El Swisscom Challenge 1999 fue un torneo de tenis femenino, disputado del 10 al 17 de octubre de 1999. Fue un evento de categoría Tier I que se jugó en canchas de carpeta en pistas cubiertas como preparativo para el campeonato de fin de año de la WTA. Fue la 16.ª edición del torneo y tuvo lugar en el Schluefweg en la ciudad suiza de Zúrich.

## Campeonas

### Individual femenino
Venus Williams venció a  Martina Hingis por 6–3, 6–4

### Dobles femenino
Lisa Raymond /  Rennae Stubbs vencieron a  Nathalie Tauziat /  Natasha Zvereva por 6–2, 6–2